# バック・トゥ・フロント (テンプテーションズのアルバム)
『バック・トゥ・フロント』(Back to Front) は、2007年10月23日にリリースされたテンプテーションズの61枚目のアルバム。テンプテーションは、モータウン出身であるが、このアルバムの収録曲のほとんどは、スタックス・レコードなどモータウン系以外のアーティストたちのカバーである。また、ドゥービー・ブラザーズの「ミニット・バイ・ミニット (Minute by Minute)」やビージーズの「愛はきらめきの中に (How Deep Is Your Love)」など、もっぱら白人アーティストの歌唱によって知られている曲も収録されている。

## トラックリスト
このアルバムの日本盤は出ていないので、以下の曲名の日本語表記は、オリジナル楽曲の日本語での代表的な表記によっている。曲名に添えた注記は、オリジナル楽曲についての記述である。
1. 忘れられない君 (Never, Never Gonna Give You Up)
  - バリー・ホワイトの1973年の曲。20世紀レコード（英語版）から（日本盤はキングレコードから）1974年にリリース[1]。
2. ホールド・オン (Hold On, I'm Comin')
  - サム&デイヴの1968年の曲。北米市場ではスタックス、他の地域ではアトランティックからリリース[2]。
3. ウェイク・アップ・エヴリバディ (Wake Up Everybody)
  - ハロルド・メルヴィン&ザ・ブルー・ノーツの1975年の曲。フィラデルフィア・インターナショナルからリリース[3]。
4. ミニット・バイ・ミニット (Minute by Minute)
  - 白人グループであるドゥービー・ブラザーズの1978年の曲。ワーナー・ブラザースからリリース[4]。
5. アイム・イン・ラヴ (I'm In Love)
  - ボビー・ウォーマックが書き、ウィルソン・ピケットが1968年に、アレサ・フランクリンが1974年にヒットさせた曲。いずれもアトランティックからリリース[5][6]。
6. 愛に迷って (Don't Ask My Neighbors)
  - エモーションズの1977年の曲。エモーションズはスタックス出身だが、この曲はコロムビアからリリース[7]。
7. ラヴ・バラード (Love Ballad)
  - L.T.D.（英語版）の1976年の曲。A&Mからリリース[8]。
8. レット・イット・ビー・ミー (Let It Be Me)
  - フランスの歌手ジルベール・ベコーの1955年の曲に英語詞を付け、白人グループであるエヴァリー・ブラザースが1959年にシングルを出し、1960年にヒットさせた曲。後者はアメリカ合衆国ではケイデンスからリリース[9]。
9. 愛はきらめきの中に (How Deep Is Your Love)
  - 白人グループであるビージーズの1977年の曲。RSO（英語版）からリリース[10]。
10. バック・イン・ラヴ・アゲイン ((Every Time I Turn Around) Back in Love Again)
  - L.T.D.の1977年の曲。A&Mからリリース[11]。
11. リスペクト・ユアセルフ (Respect Yourself)
  - ザ・ステイプル・シンガーズの1971年の曲。スタックスからリリース[12]。
12. セット・ゼム・フリー (If You Love Somebody Set Them Free) （ボーナス・トラック）[13]
  - 白人の歌手であるスティングの1985年の曲。A&Mからリリース[14]。

## シングル
1. "How Deep Is Your Love"
2. "Minute By Minute"

## パーソネル
- オーティス・ウィリアムス (Otis Williams)
- ロン・タイソン (Ron Tyson)
- テリー・ウィークス (Terry Weeks)
- ジョー・ハードン (Joe Herdon)
- ブルース・ウィリアムソン (Bruce Williamson)